# Cilalawi
Cilalawi is een bestuurslaag in het regentschap Purwakarta van de provincie West-Java, Indonesië. Cilalawi telt 3857 inwoners (volkstelling 2010).